# Casque modèle 1978
Le casque modèle 1978 est un casque militaire moderne en acier utilisé par l'armée française sous la désignation de F1 et communément appelée « casque lourd » (d'autres surnoms sont « Casquette en peau de locomotive »).
La coque est constituée d'un acier au manganèse de 1,2 mm d'épaisseur et pèse 1 200 g.
Fabriqué par les entreprises Dunois et GIAT entre 1979 et 1981, il a remplacé le casque Modèle 1951 à partir de 1980. Il a été remplacé à son tour par le casque SPECTRA. Dans les années 2010, il est encore en service dans nombre d’unités et utilisé pour l'entraînement.